# Quinchamalium chilense
Quinchamalium chilense là một loài thực vật có hoa trong họ Schoepfiaceae. Loài này được Molina miêu tả khoa học đầu tiên năm 1782.